# Colli Tortonesi Cortese spumante
Le Colli Tortonesi Cortese spumante est un vin effervescent italien produit dans la région Piémont doté d'une appellation DOC depuis le 9 octobre 1973. Seuls ont droit à la DOC les vins blancs récoltés à l'intérieur de l'aire de production définie par le décret. 

## Aire de production
Les vignobles autorisés se situent en province d'Alexandrie dans les 30 communes Avolasca, Berzano di Tortona, Brignano-Frascata, Carbonara Scrivia, Carezzano, Casalnoceto, Casasco, Cassano Spinola, Castellania, Castellar Guidobono, Cerreto Grue, Costa Vescovato, Gavazzana, Momperone, Monleale, Montegioco, Montemarzino, Paderna, Pozzol Groppo, Sant'Agata Fossili, Sardigliano, Sarezzano, Spineto Scrivia, Stazzano, Tortona, Viguzzolo, Villaromagnano, Villalvernia, Volpedo und Volpeglino. La zone de production se situe entre le Monferrato et l’Oltrepò pavese.
Voir aussi l’article Colli Tortonesi Cortese frizzante.

## Caractéristiques organoleptiques
- couleur : jaune paille clair avec des reflets tirant sur le vert.
- odeur : délicat, agréable et persistant, caractéristique
- saveur : sec, frais, léger, avec une pointe d’amande amère.

## Production
Province, saison, volume en hectolitres :
- pas de données disponibles